# 杨昂
杨昂（2世纪—3世纪），东汉末年武将。

## 生平
建安十八年（213年），偏将军马超率众戎族首领攻陇上，尽兼陇右之众，镇民中郎将领汉宁太守张鲁也派大将杨昂助马超攻打唯一固守冀城，军队达到万余人。冀城凉州刺史韦康投降，马超入城，派杨昂杀死韦康和冀城太守。凉州别驾杨阜等发动兵变将马超逐出凉州。马超投张鲁。
左将军刘备从葭萌关还攻益州牧刘璋时，留中郎将霍峻守城，张鲁派部将杨帛诱降霍峻，霍峻不肯，马超向张鲁求兵复夺凉州，不果，张鲁将杨白等人又想害马超；建安十九年，马超从武都逃入氐中，奔蜀投靠刘备。(一说杨帛、杨白与张鲁部将杨昂即同一人。)
建安二十年（215年）秋七月，丞相曹操征张鲁，至阳平，张鲁命弟弟张卫与杨昂守阳平关，横山筑城十余里，曹操攻之不克遂退，张鲁军因而松懈，曹操前军夜间迷路误入张卫大营，张卫敗退。曹操闻讯派解𢢼、高祚等回击，攻占阳平关。此后史书再无杨昂记载。
同時代有另一楊昂為军阀李傕部下。兴平二年（195年）与其党羽后将军郭汜反目，为免郭汜劫驾，李傕胁迫汉献帝归营，楊奇和钟繇等人诱使李傕部曲将宋晔、杨昂、杨奉反叛，导致李傕孤立、献帝得以脱身东行。但在此期间，此杨昂已因其他事被李傕诛杀，杨奉也因而带着所部投靠郭汜。

## 三国演义
在罗贯中历史小说《三国演义》中，曹操征张鲁时，杨昂与张卫、杨任一同防守阳平关。杨昂、杨任分别通过劫寨、设伏，两次打败曹操军。曹操设计诈退，实则安排偷袭。杨昂不听杨任劝阻，率大部追击曹操，却因有雾不能前进。而夏侯惇部却因雾误闯杨昂寨，杨昂部以为是自家军马而放入，夏侯惇军就在寨中放火。杨昂回救时，曹操也回军夹攻。杨昂意欲突围，遭遇张郃，被其所杀。